# Fiona Dolman
Fiona Dolman, född 30 januari 1970 i Findhorn i Skottland, är en brittisk skådespelare.
Är i Sverige mest känd som Jackie Bradley i Tillbaka till Aidensfield. Sedan 2010 spelar hon John Barnabys fru Sarah Barnaby, rektor på Causton Comprehensive School i serien Morden i Midsomer.